# استون مارتین ای‌ام‌آر۲۲
استون مارتین ای‌ام‌آر۲۲ یک خودروی مسابقه‌ای فرمول یک است که  توسط تیم فرمول یک استون مارتین برای شرکت در مسابقات قهرمانی جهانی فرمول یک ۲۰۲۲ طراحی و و ساخته شده‌است. از آرامکو به عنوان حامی عنوان جدید استفاده می‌شود که نام تجاری آن روی جلد موتور و همچنین نام کریپتو.کام (Crypto.com) در تاول موتور قابل مشاهده‌است.